# Sergestes arcticus
Sergestes arcticus är en kräftdjursart som beskrevs av Henrik Nikolai Krøyer 1855. Sergestes arcticus ingår i släktet Sergestes och familjen Sergestidae. Arten är reproducerande i Sverige. Inga underarter finns listade i Catalogue of Life.